# Чланови групе Забрањено пушење
Чланови групе Забрањено пушење су садашњи као и сви бивши чланови ове групе од њеног формирања 1980. године у Сарајеву. Забрањено пушење тренутно има шест чланова, и то су суоснивач бенда, певач и гитариста Давор Сучић, дугогодишњи бубњар групе Бранко Трајков, гитариста Тони Ловић, басиста Дејан Орешковић, те виолиниста и клавијатуриста Роберт Болдижар.

## Чланови

### Садашњи чланови
Од новембра 2019. године групу Забрањено пушење чине један певач, један гитариста, један басиста, један бубњар, те један виолиниста и клавијатуриста.
| Фотографија              | Име и презиме Надимак   | Активни период        | Инструменти                                        | Удео у издањима                                                                                        |
| ------------------------ | ----------------------- | --------------------- | -------------------------------------------------- | --- |
| SejoSexon.jpg            | Давор Сучић Сејо Сексон | 1980–1990; 1995–данас | вокал, гитара                                      | Сва издања Забрањеног пушења                                                                           |
| Zabranjeno pusenje-2.jpg | Тони Ловић              | 2004–данас            | електрична гитара, акустична гитара                | Сва издања Забрањеног пушења од Ходи да ти чико нешто да (2006)                                        |
| BrankoTrajkov.jpg        | Бранко Трајков Трак     | 1996–данас            | бубњеви, удараљке, акустична гитара, пратећи вокал | Сва издања Забрањеног пушења од Хапси све! (1998)                                                      |
| Zabranjeno pusenje-2.jpg | Роберт Болдижар Роби    | 2004–данас            | виолина, клавијатуре, пратећи вокал                | Сва издања Забрањеног пушења од Ходи да ти чико нешто да (2006) Гостујући музичар на Хапси све! (1998) |
| Zabranjeno pusenje-2.jpg | Дејан Орешковић Кло     | 2008–данас            | бас-гитара                                         | Сва издања Забрањеног пушења од Музеј Револуције (2009)                                                |

Референца: Забрањено пушење Архивирано на веб-сајту  (17. јануар 2020)

### Бивши чланови
Бивши чланови групе Забрањено пушење укључују три певача, десет гитариста, четири бубњара, шест клавијатуриста, два саксофониста, те по један виолиниста, тромбониста и удараљкаш.
| Фотографија                                    | Име и презиме Надимак              | Активни период        | Инструменти                                  | Удео у издањима |
| ---------------------------------------------- | ---------------------------------- | --------------------- | -------------------------------------------- | --- |
|                                                | Фарис Араповић                     | 1987–1990.            | бубњеви                                      | Поздрав из земље Сафари (1987), Мале приче о великој љубави (1989) |
|                                                | Кристина Билуш                     | 1999.                 | пратећи вокал                                | Агент тајне силе (1999) / Гостујућа музичарка на Хапси све! (1998) |
|                                                | Предраг Бобић Драган / Блека       | 1996–2008.            | бас-гитара                                   | Хапси све! (1998), Агент тајне силе (1999), Бог вози Мерцедес (2001), Лајв ин Сент Луис (2004), Ходи да ти чико нешто да (2006) / Гостујући музичар на Поздрав из земље Сафари (1987) |
|                                                | Душан Вранић Дуцо                  | 1996–1997.            | клавијатуре, пратећи вокал                   | Филџан вишка (1996) |
|                                                | Огњен Гајић Оги                    | 1980–1987.            | саксофон, флаута, клавијатуре                | Дас ист Валтер (1984), Док чекаш сабах са шејтаном (1985), Поздрав из земље Сафари (1987)                                                                                             |
|                                                | Марин Градац Мако                  | 1996–1999.            | вокал, тромбон, пратећи вокал                | Филџан вишка (1996), Хапси све! (1998), Агент тајне силе (1999) |
|                                                | Зоран Деган Пока                   | 1980–1983.            | клавијатуре                                  | |
|                                                | Зенит Ђозић Фу-до                  | 1980–1983; 1985.      | бубњеви, удараљке, пратећи вокал             | Док чекаш сабах са шејтаном (1985) |
|                                                | Дражен Јанковић Сеид мали Карајлић | 1980–1981; 1984–1987. | клавијатуре, пратећи вокал                   | Дас ист Валтер (1984), Док чекаш сабах са шејтаном (1985), Поздрав из земље Сафари (1987)                                                                                             |
| Nele Karajlić consert 1.jpg                    | Ненад Јанковић Др Неле Карајлић    | 1980–1990.            | главни вокал, клавијатуре                    | Дас ист Валтер (1984), Док чекаш сабах са шејтаном (1985), Поздрав из земље Сафари (1987), Мале приче о великој љубави (1989)                                                         |
|                                                | Албин Јарић Џими Раста             | 2001–2004.            | удараљке                                     | Бог вози Мерцедес (2001) / Гостујући музичар на Лајв ин Сент Луис (2004) |
|                                                | Паул Кемпф Диџеј Паво              | 2005–2017.            | клавијатуре                                  | Ходи да ти чико нешто да (2006), Музеј Револуције (2009), Радови на цести (2013) |
|                                                | Предраг Ковачевић Кова / Ковалски  | 1986–1990.            | електрична гитара                            | Поздрав из земље Сафари (1987), Мале приче о великој љубави (1989) |
|                                                | Сеад Ково Сејо                     | 1996–1999.            | гитара                                       | Филџан вишка (1996), Агент тајне силе (1999) |
| Emir Kusturica - Budapest Park, 2014.05.01.JPG | Емир Кустурица                     | 1987.                 | бас-гитара                                   | Поздрав из земље Сафари (1987) |
|                                                | Младен Митић Муња                  | 1980–1986.            | бас-гитара, пратећи вокал                    | Дас ист Валтер (1984), Док чекаш сабах са шејтаном (1985) |
|                                                | Дарко Остојић Минка / Оги          | 1987–1990.            | бас-гитара                                   | Поздрав из земље Сафари (1987), Мале приче о великој љубави (1989) |
|                                                | Ђани Перван                        | 1996.                 | бубњеви                                      | Филџан вишка (1996) |
|                                                | Неџад Поџић Почко                  | 1996–1998.            | клавијатуре, пратећи вокал                   | Хапси све! (1998) |
|                                                | Предраг Ракић Шеки Гајтон          | 1983–1986.            | бубњеви                                      | Дас ист Валтер (1984), Док чекаш сабах са шејтаном (1985) |
|                                                | Мирко Срдић Елвис Џеј Куртовић     | 1996–1999.            | пратећи вокал                                | Филџан вишка (1996), Хапси све! (1998), Агент тајне силе (1999) |
|                                                | Зоран Стојановић Зоки              | 1996–1998.            | електрична гитара                            | Хапси све! (1998) |
|                                                | Самир Ћеремида Ћера                | 1982–1983; 1996–1998. | бас-гитара                                   | Филџан вишка (1996) |
|                                                | Бруно Урлић Прцо                   | 1997–2004.            | виолина, виола, клавијатуре, пратећи вокал   | Хапси све! (1998), Агент тајне силе (1999), Бог вози Мерцедес (2001), Лајв ин Сент Луис (2004)                                                                                        |
|                                                | Драгомир Херендић Драгиани         | 1999–2004.            | гитара                                       | Бог вози Мерцедес (2001), Лајв ин Сент Луис (2004) |
|                                                | Мустафа Ченгић Мујо снажни         | 1980–1986.            | гитара, пратећи вокал                        | Дас ист Валтер (1984), Док чекаш сабах са шејтаном (1985) |
|                                                | Јадранко Џихан                     | 1987–1990.            | клавијатуре                                  | Поздрав из земље Сафари (1987), Мале приче о великој љубави (1989) |
|                                                | Лана Шкргатић                      | 2016–2019             | саксофон, флаута, клавијатуре, пратећи вокал | Шок и невјерица (2018) |

## Поставе
| Albumi                                                        | Godine        | Članovi |
| ------------------------------------------------------------- | ------------- | --- |
| Дас ист Валтер                                                | 1984.         | - Давор Сучић – ритам гитара - Младен Митић – бас-гитара - Мустафа Ченгић – соло гитара - Предраг Ракић – бубњеви - Огњен Гајић – саксофон, флаута - Дражен Јанковић – клавијатуре - Ненад Јанковић – главни вокал |
| Док чекаш сабах са шејтаном                                   | 1985.         | - Младен Митић – бас-гитара, пратећи вокал - Предраг Ракић – бубњеви - Мустафа Ченгић – соло гуитар, пратећи вокал - Огњен Гајић – саксофон, флаута, клавијатуре - Зенит Ђозић – конгас, пратећи вокал - Давор Сучић – ритам гитара - Ненад Јанковић – главни вокал - Дражен Јанковић – клавијатуре                                                                              |
| Поздрав из земље Сафари                                       | 1987.         | - Дражен Јанковић – клавијатуре, пратећи вокал - Огњен Гајић – саксофон, флаута - Давор Сучић – ритам гитара - Предраг Ковачевић – леад гуитар - Дадо Џихан – клавијатуре, пратећи вокал - Дарко Остојић – бас-гитара, пратећи вокал - Емир Кустурица – бас-гитара - Фарис Араповић – бубњеви - Ненад Јанковић – главни вокал                                                    |
| Мале приче о великој љубави                                   | 1989.         | - Ненад Јанковић – главни вокал - Давор Сучић – ритам гитара, пратећи вокал - Предраг Ковачевић – гитара - Дадо Џихан – клавијатуре, пратећи вокал - Дарко Остојић – бас-гитара, пратећи вокал - Фарис Араповић – бубњеви |
| Забрањено пушење је расформисано између 1991. и 1996. године. |               | |
| Филџан вишка                                                  | 1997.         | - Давор Сучић – главни вокал, ритам гитара, пратећи вокал - Самир Ћеремида Ћера – бас-гитара - Ђани Перван – бубњеви, пратећи вокал - Мирко Срдић – вокал, пратећи вокал - Марин Градац – тромбон, вокал, пратећи вокал - Сеад Ково – електрична гитара, ритам гитара - Душан Вранић – клавијатуре, пратећи вокал                                                                |
| Хапси све! (Лајв албум)                                       | 1998.         | - Марин Градац – тромбон, вокал, пратећи вокал - Давор Сучић – главни вокал, ритам гитара, пратећи вокал - Мирко Срдић – вокал, рецитирање - Предраг Бобић – бас-гитара, пратећи вокал - Зоран Стојановић – електрична гитара - Неџад Поџић – клавијатуре, пратећи вокал - Бранко Трајков – бубњеви - Бруно Урлић – виолина, пратећи вокал                                       |
| Агент тајне силе                                              | 1999.         | - Давор Сучић – главни вокал, ритам гитара, пратећи вокал - Мирко Срдић – вокал, пратећи вокал - Марин Градац – тромбон, вокал, пратећи вокал - Предраг Бобић – бас-гитара - Кристина Билуш – воцалс, пратећи вокал - Бруно Урлић – виолина, виола, клавијатуре, пратећи вокал - Бранко Трајков – бубњеви, удараљке, пратећи вокал - Сеад Ково – електрична гитара, ритам гитара |
| Бог вози Мерцедес                                             | 2001.         | - Давор Сучић – главни вокал, акустична гитара - Драгомир Херендић – акустична гитара, електрична гитара, хармоника, клавијатуре, тамбура - Бруно Урлић – виолина, виола, клавијатуре, пратећи вокал - Бранко Трајков – бубњеви, удараљке, пратећи вокал - Предраг Бобић – бас-гитара - Албин Јарић – удараљке                                                                   |
| Лајв ин Сент Луис (Лајв албум)                                | 2004.         | - Давор Сучић – главни вокал, акустична гитара - Драгомир Херендић – гитара, пратећи вокал - Предраг Бобић – бас-гитара, пратећи вокал - Бранко Трајков – бубњеви - Бруно Урлић – виолина, клавијатуре, пратећи вокал |
| Ходи да ти чико нешто да                                      | 2006.         | - Давор Сучић – главни вокал, гитара - Роберт Болдижар – виолина, клавијатуре, пратећи вокал - Бранко Трајков – бубњеви, удараљке, пратећи вокал - Предраг Бобић – бас-гутара - Тони Ловић – акустична гитара, електрична гитара - Паул Кемпф – клавијатуре |
| Музеј Револуције – Радови на цести                            | 2009. – 2013. | - Давор Сучић – вокал, гитара - Тони Ловић – акустична гитара, електрична гитара - Бранко Трајков – бубњеви, удараљке, акустична гитара, пратећи вокал - Роберт Болдижар – виолина, клавијатуре, пратећи вокал - Паул Кемпф – клавијатуре - Дејан Орешковић – бас-гутара |
| Шок и невјерица                                               | 2018.         | - Давор Сучић – вокал, пратећи вокал - Тони Ловић – електрична и акустична гитара - Бранко Трајков – бубњеви, удараљке, пратећи вокал - Роберт Болдижар – виолина, виолончело, клавијатуре, пратећи вокал - Дејан Орешковић – бас-гитара - Лана Шкргатић – клавијатуре, саксофон, флаута, пратећи вокал                                                                          |
| Карамба!                                                      | 2022.         | - Давор Сучић – вокал, пратећи вокал - Тони Ловић – електрична и акустична гитара - Бранко Трајков – бубњеви, удараљке, пратећи вокал - Роберт Болдижар – виолина, виолончело, клавијатуре, пратећи вокал - Дејан Орешковић – бас-гитара - Анђела Зебец – вокал, пратећи вокал, удараљке                                                                                         |